# Myōkō (Schiff, 1929)
Die Myōkō (japanisch 妙高) war ein japanischer Schwerer Kreuzer und Typschiff der Myōkō-Klasse. Sie wurde von der Kaiserlich-japanischen Marine im Pazifikkrieg eingesetzt. Benannt war das Schiff nach dem Berg Myōkō, einem Vulkan bei der gleichnamigen Stadt Myōkō. Das Schiff wurde nach dem Zweiten Weltkrieg im Juli 1946 versenkt.

## Bau und Modernisierungen

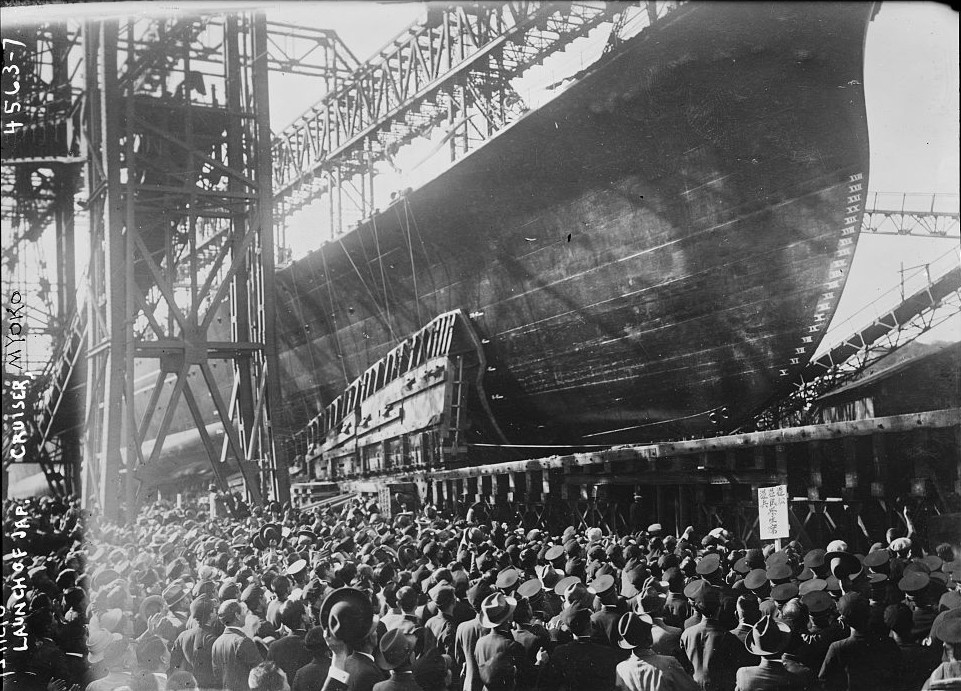
Die Myōkō unmittelbar vor dem Stapellauf 1927 in Yokosuka

Die Kiellegung der Myōkō fand am 25. Oktober 1924 auf der Marinewerft bei Yokosuka statt. Nach dem Ende ihrer Bauzeit und Abschluss der Ausrüstung wurde sie am 31. Juli 1929 in Dienst gestellt.
Der Kreuzer Myōkō wurde mehrfach modernisiert und aufgerüstet, um der wachsenden Bedrohung durch Luftangriffe entgegentreten zu können. So erhielt er im Juni 1943 vier zusätzliche 25-mm-Zwillingsmaschinenkanonen und ein Typ-21-Radar zur Suche nach Luftzielen. Im November 1943 wurde die Flugabwehrbewaffnung nochmals um acht einzelne 25-mm-Maschinenkanonen aufgestockt.

## Einsätze

### China
Während des Zweiten Japanisch-Chinesischen Krieges im Mai 1938 versuchten japanische Streitkräfte, die Kontrolle über die Insel Amoy zu erlangen. Japanische Marineinfanterie landete am 10. Mai auf der Insel und überrannte die 75. Division der Nationalchinesen. Die Myōkō, als Teil der 5. Flotte, sicherte den Landungsabschnitt und leistete Feuerunterstützung für den japanischen Angriff durch das Bombardieren gegnerischer Stellungen.
Als japanische Verbände im Februar 1939 Hainan besetzten, nahm die Myōkō als Flaggschiff von Vizeadmiral Kondō an der Operation teil.

### Philippinen und Java

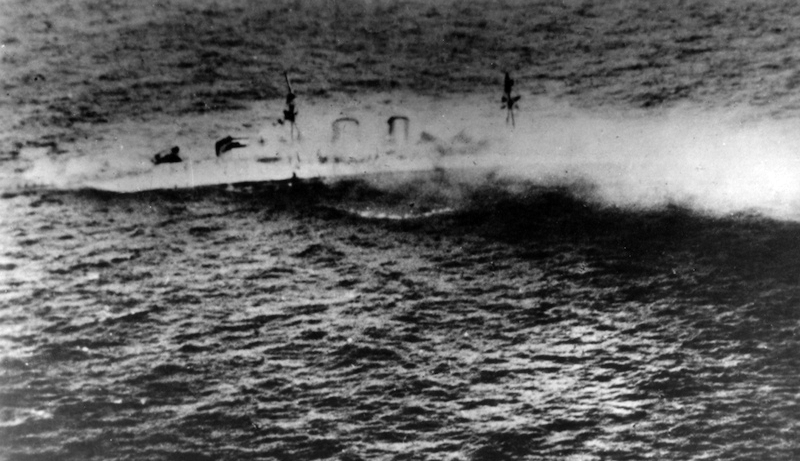
Die Exeter kentert nach der Schlacht in der Javasee

Am 8. Dezember 1941 begann die japanische Besetzung der Philippinen; am 6. Dezember verließ die Myōkō als Flaggschiff der 5. Kreuzerdivision unter Konteradmiral Takagi Palau, um japanische Truppen bei der Invasion von Legaspi und Davao zu unterstützen. Die Landungen wurden am 11. Dezember und 19. Dezember durchgeführt und wie geplant von der 5. Kreuzerdivision unterstützt. Am 4. Januar 1942 griffen B-17-Bomber die Flotte bei Davao an und erzielten einen Bombentreffer auf der Myōkō. Die Splitterbombe traf das Vorschiff auf Höhe von Turm „B“, richtete schwere Schäden an Deck an, tötete mehr als 20 Seeleute und verwundete etwa 40 weitere. Das Schiff musste nach Sasebo zurückkehren, um bis zum 20. Februar Reparaturarbeiten durchführen zu lassen.
Die Myōkō kehrte zur Flotte zurück und nahm an der Schlacht in der Javasee teil. Dabei fing am 1. März 1942 eine japanische Flotte um die Schweren Kreuzer Nachi, Haguro und Myōkō, die einen Konvoi japanischer Transportschiffe begleiteten, einen vom Schweren Kreuzer Exeter geführten, gemischten alliierten Kampfverband ab.
Im folgenden Gefecht war die Myōkō an der Zerstörung der Exeter beteiligt. Nach schweren Treffern durch die japanischen Kreuzer verlor das britische Schiff sämtliche Antriebskraft und versank schließlich nach einem Torpedotreffer eines japanischen Zerstörers.
Anfang April 1942 kehrte die Myōkō nach Japan zurück und war einige Tage an der erfolglosen Suche nach Halseys Flotte beteiligt, deren Flugzeuge am 18. April Tokio angegriffen hatten.
Im Mai 1942 gehörte sie zum Sicherungsverband, der die japanische Landung in Port Moresby unterstützen sollte. Nach dem Abbruch der Operation kehrte sie nach Japan zurück.

### Midway und Guadalcanal
Während des japanischen Versuchs, die Midwayinseln zu erobern, gehörte die Myōkō zur Unterstützungsgruppe, wieder unter dem Kommando von Vizeadmiral Kondō. Die Flotte hatte während der Schlacht um Midway keine Feindberührung.
Nach einer Operation gegen Attu und Kiska wurde sie im August 1942 nach Truk verlegt. Ende Januar 1943 war sie nach der Schlacht um Guadalcanal an der Evakuierung japanischer Heerestruppen von der Insel beteiligt.
Im Mai 1943 war sie an einer weiteren Evakuierung beteiligt und sicherte die Räumung der japanischen Basen auf Attu und Kiska ab.
Bis Ende 1943 bestand ihre Aufgabe hauptsächlich in Transportmissionen und Konvoisicherungsaufgaben zwischen Japan und den Stützpunkten auf Rabaul und Truk. Sie überstand den Versuch, die amerikanische Landung bei Bougainville zu verhindern, und den Luftangriff der Amerikaner auf Rabaul am 2. November 1943 unbeschädigt.
Nach einem Werftaufenthalt in Japan wurde die Myōkō im Mai 1944 nach Tarakan auf Borneo geschickt, um dort nahe den Ölfeldern aufzutanken.
Sie nahm im Juni 1944 als Eskorte an der Schlacht in der Philippinensee teil. Nach schweren Verlusten unter den japanischen Trägerflugzeugen wurde die Operation schließlich abgebrochen.

### Schlacht von Leyte und Ende

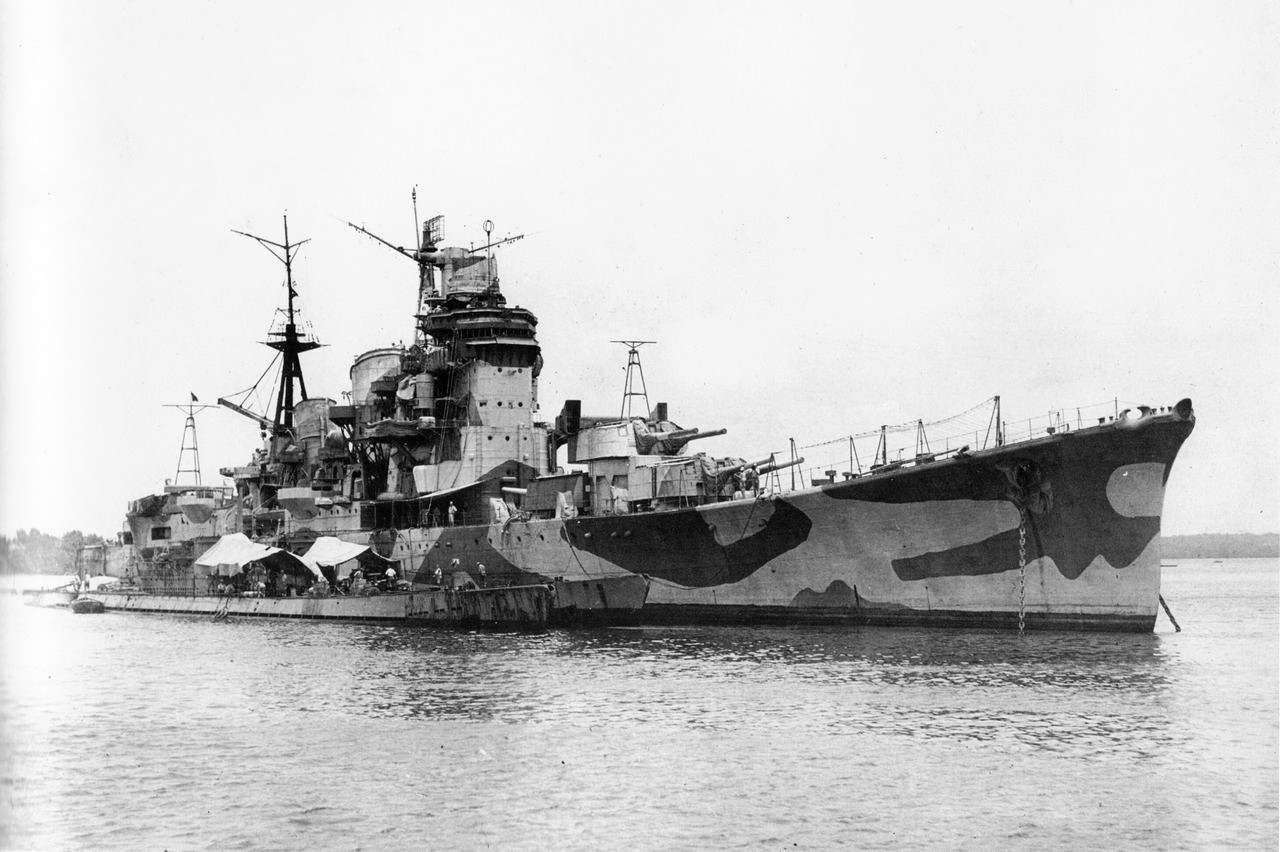
Die Myōkō 1946 in Singapur vor ihrer Versenkung

Die Myōkō war im Oktober 1944 Teil der japanischen Flottenverbände, die den amerikanischen Landungsversuch auf den Philippinen vereiteln sollten.
Als Teil der japanischen Hauptstreitmacht lief sie von Brunei durch die Palawanstraße in die Sibuyan-See. Während zwei schwere Kreuzer aus ihrer Flotte – Maya und Atago – in der Palawan-Passage von US-U-Booten versenkt wurden, setzte die Myōkō ihren Weg mit der Flotte fort und geriet schließlich in den Luftangriff amerikanischer Trägerflugzeuge während der Schlacht in der Sibuyansee. Während sich die Masse der amerikanischen Trägerflugzeuge auf das angeschlagene Superschlachtschiff Musashi stürzte, wurde die Myōkō von einem einzelnen Torpedo am Heck getroffen, der zwei Propeller unbrauchbar machte. Die Myōkō wurde daraufhin aus dem Verband entlassen. Sie lief zu Notreparaturen zurück, musste aber nach Singapur verlegt werden, wo geeignete Werftanlagen für Arbeiten am Unterwasserschiff zur Verfügung standen.
Nach einem Aufenthalt in Singapur wurde sie in Richtung Cam Ranh Bay in Marsch gesetzt, aber unterwegs am 13. Dezember von einem Torpedo des US-U-Bootes Bergall getroffen und schwer beschädigt.
So kehrte sie nach Singapur zurück und wurde, nicht mehr fähig, aus eigener Kraft einzulaufen, in den Hafen eingeschleppt.
Nach einer Untersuchung der Schäden wurde das Schiff als „irreparabel“ eingestuft. Wegen der Kriegslage war eine Verlegung nach Japan ebenfalls unmöglich, daher entschied man, das Schiff als schwimmende Flugabwehrplattform zu nutzen. Dazu versah man den Kreuzer mit einem Tarnanstrich und vertäute ihn neben der ebenfalls beschädigten Takao.
Um die Bedrohung durch die schweren Schiffgeschütze der beiden Kreuzer zu neutralisieren, führte die Royal Navy eine Kommandoaktion gegen sie durch. Während der Operation mit dem Decknamen „Struggle“ drangen Klein-U-Boote vom Typ XE-Craft am 26. Juli 1945 in den Hafen ein und versuchten, die beiden Schiffe durch Sprengladungen zu versenken. Die Myōkō überstand den Angriff unbeschadet und wurde bei der Kapitulation des Stützpunktes formell am 21. September übergeben.
Das Schiff wurde aus dem Hafen in die Straße von Malakka geschleppt und dort im Juli 1946 versenkt.

## Wrack
Bisher wurden keine Versuche unternommen, das Wrack der Myōkō aufzuspüren.

## Liste der Kommandanten
| Nr. | Name                                            | Beginn der Amtszeit | Ende der Amtszeit | Bemerkungen                                                     |
| --- | ----------------------------------------------- | ------------------- | ----------------- | --------------------------------------------------------------- |
| 1.  | Kapitän zur See Fujisawa Takuo                  | 31. Juli 1929       | 1. November 1929  | seit 10. Dezember 1928 mit der Baubelehrung betraut             |
| -   | Kapitän zur See Niiyama Yoshiyuki               | 1. November 1929    | 30. November 1929 | Kommandant der Nachi, mit der Wahrnehmung der Geschäfte betraut |
| 2.  | Kapitän zur See Uematsu Toma                    | 30. November 1929   | 1. Dezember 1930  |                                                                 |
| 3.  | Kapitän zur See Yamaguchi Chonan                | 1. Dezember 1930    | 1. Dezember 1931  |                                                                 |
| 4.  | Kapitän zur See Izawa Haruma                    | 1. Dezember 1931    | 1. Dezember 1932  |                                                                 |
| 5.  | Kapitän zur See Takahashi Hideo                 | 1. Dezember 1932    | 15. November 1934 |                                                                 |
| 6.  | Kapitän zur See Ukita Hidehiko                  | 15. November 1934   | 15. November 1935 |                                                                 |
| 7.  | Kapitän zur See Goga Keijiro                    | 15. November 1935   | 1. Dezember 1936  |                                                                 |
| 8.  | Kapitän zur See Fujita Ruitarō                  | 1. Dezember 1936    | 25. April 1938    |                                                                 |
| 9.  | Kapitän zur See Hoshina Zenshiro                | 25. April 1938      | 15. November 1938 |                                                                 |
| 10. | Kapitän zur See Ito Kenzo                       | 15. November 1938   | 20. Juli 1939     |                                                                 |
| 11. | Kapitän zur See Abe Koso                        | 20. Juli 1939       | 15. November 1939 |                                                                 |
| 12. | Kapitän zur See Itagaki Sakan                   | 15. November 1939   | 15. November 1940 |                                                                 |
| 13. | Kapitän zur See Yano Hideo                      | 15. November 1940   | 11. August 1941   |                                                                 |
| 14. | Kapitän zur See Yamazumi Teijiro                | 11. August 1941     | 23. Mai 1942      |                                                                 |
| 15. | Kapitän zur See Miyoshi Teruhiko                | 23. Mai 1942        | 2. März 1942      |                                                                 |
| 16. | Kapitän zur See/Konteradmiral Nakamura Katsuhei | 2. März 1942        | 5. Dezember 1943  |                                                                 |
| 17. | Kapitän zur See Ishihara Itsu                   | 5. Dezember 1943    | 15. Januar 1945   |                                                                 |
| -   | Kapitän zur See Onoda Sutejiro                  | 15. Januar 1945     | 22. März 1945     | Kommandant der Takao, mit der Wahrnehmung der Geschäfte betraut |
| 18. | Kapitän zur See Kagayama Hokao                  | 22. März 1945       | ?                 |                                                                 |

## Belege und Verweise

### Bemerkungen
1. ↑  um 1940 nach Japanese Cruisers of the Pacific War. S. 812 – Baudaten vor der Modernisierung sind im Klassenartikel beschrieben.